# Calledema arema
Calledema arema är en fjärilsart som beskrevs av William Schaus 1906. Calledema arema ingår i släktet Calledema och familjen tandspinnare. Inga underarter finns listade i Catalogue of Life.